# Mother Mother (Tracy Bonham)
Mother Mother is een nummer van de Amerikaanse zangeres Tracy Bonham uit 1996. Het is de eerste single van haar debuutalbum The Burdens of Being Upright.
De tekst van "Mother Mother" stelt een telefoongesprek voor die een jonge vrouw met haar moeder heeft. Dochter en moeder blijken echter te botsen over alledaagse aspecten. Het nummer bereikte de Amerikaanse Billboard Hot 100 niet, maar behaalde wel een 32e positie in de Radio Songs-lijst van Billboard. In de Nederlandse Top 40 bereikte het ook de 32e positie, terwijl het in Vlaanderen terechtkwam op een 16e positie in de tipparade.